# Lisbeth Valverde Brenes
Lisbeth Tatiana Valverde Brenes (San Ramón, 13 de abril de 1995) es una modelo, reina de belleza y educadora costarricense con énfasis en educación especial, reconocida por participar en diversos certámenes de belleza a nivel nacional e internacional. Valverde ganó el derecho de representar a Costa Rica en el Miss Universo 2023 al coronarse ganadora en la gala final de Miss Costa Rica 2023, Lisbeth además posee una fundación de bien social llamada «Manos Unidas Costa Rica».

## Vida personal
Lisbeth es oriunda del distrito de San Ramón, en el cantón del mismo nombre ubicado en la provincia de Alajuela, no obstante, en la actualidad radica en Uvita en la región Pacífico Sur de la provincia de Puntarenas ya que su madre es oriunda de la zona sur del país. Lisbeth creció con su madre, la cual tuvo cuatro trabajos para poder solventar las necesidades básicas de su familia como madre soltera en una zona rural del país. Valverde es la menor cuatro hermanos y es hermana de la reconocida periodista costarricense Janeth Valverde, estudió Educación Especial en la Universidad Nacional de Costa Rica una de las más prestigiosas del país. Lisbeth ha declarado que la situación económica de su familia fue crítica, su estudio fue costeado por una beca gubernamental otorgada por la universidad. Del mismo modo, los costes de su traslado para la participación en certámenes de belleza fue costeada gracias a la venta de empanadas y rifas, con estos recursos viajaba hasta la capital a cumplir con lo que ella llamó "su sueño de niña".

## Certámenes de belleza
Lisbeth ha participado en varios certámenes de belleza tanto regionales, como nacionales e internacionales a lo largo de su vida, cosechando diversos triunfos para el país. Son alrededor de diez los certámenes de belleza en los cuales ha sido partícipe, iniciando su participación en los mismos desde los 16 años de edad. Algunos de los certámenes en los que resultó ganadora fueron: Miss Centroamérica, Miss Panamerican  International 2019, Miss Costa Maya Internacional y  Miss Costa Rica 2023.

### Miss Centroamérica 2014
En el año 2014, Valverde fue designada por la Organización Reinas de Costa Rica, para que representara al país en el certamen Miss Centroamérica 2014, que se desarrolló en León, Nicaragua. Con 19 años, Valverde obtuvo la corona, culminando así como Miss Centroamérica 2014.

### Miss Panamerican International 2019
Con 24 años de edad, Valverde representó al país en el certamen de Miss Panamerican  International 2019, que se desarrolló en Guadalajara, México. Valverde compitió con alrededor de 17 candidatas de las Américas. Al final de la velada se antepuso a Trinidad y Tobago, coronándose ganadora.

### Miss Costa Maya 2019
Durante el 2019, Valverde también representó a Costa Rica en el certamen Miss Costa Maya 2019, el cual se llevó a cabo en Belice, al final del evento se coronó ganadora.

### Miss Costa Rica 2023
Durante la 68.ª edición del certamen nacional, Miss Costa Rica; Lisbeth se colocaba como una de las máximas favoritas de la audiencia, esto debido a la exposición previa que tuvo en la primera edición de: Miss Costa Rica 2023: El Reality; en donde se mostró desde una perspectiva más integral la preparación de las candidatas de esta edición. Por otra parte, Valverde fue partícipe de la edición más inclusiva del certamen, pues fue la primera ocasión en que una madre participó y donde una candidata con una estatura de 1.55 cm pudo ser parte de las aspirantes. En la gala final de la noche del 16 de agosto de 2023, luego de un proceso de preselección y un reality; María Fernanda Rodríguez Ávila, Miss Costa Rica 2022, representante de Alajuela, corona a Lisbeth Valverde, también representante de la provincia de Alajuela, como la nueva Miss Costa Rica 2023. Con ello, Valverde representará al país en Miss Universo 2023.

### Miss Universo 2023
Valverde representó a Costa Rica en el Miss Universo 2023 que se llevó a cabo en noviembre de 2023, en San Salvador, El Salvador, se enfrentó con candidatas de alrededor de 83 países y territorios autónomos. En la final no logró entrar al cuadro de semifinalistas.